# Tunø

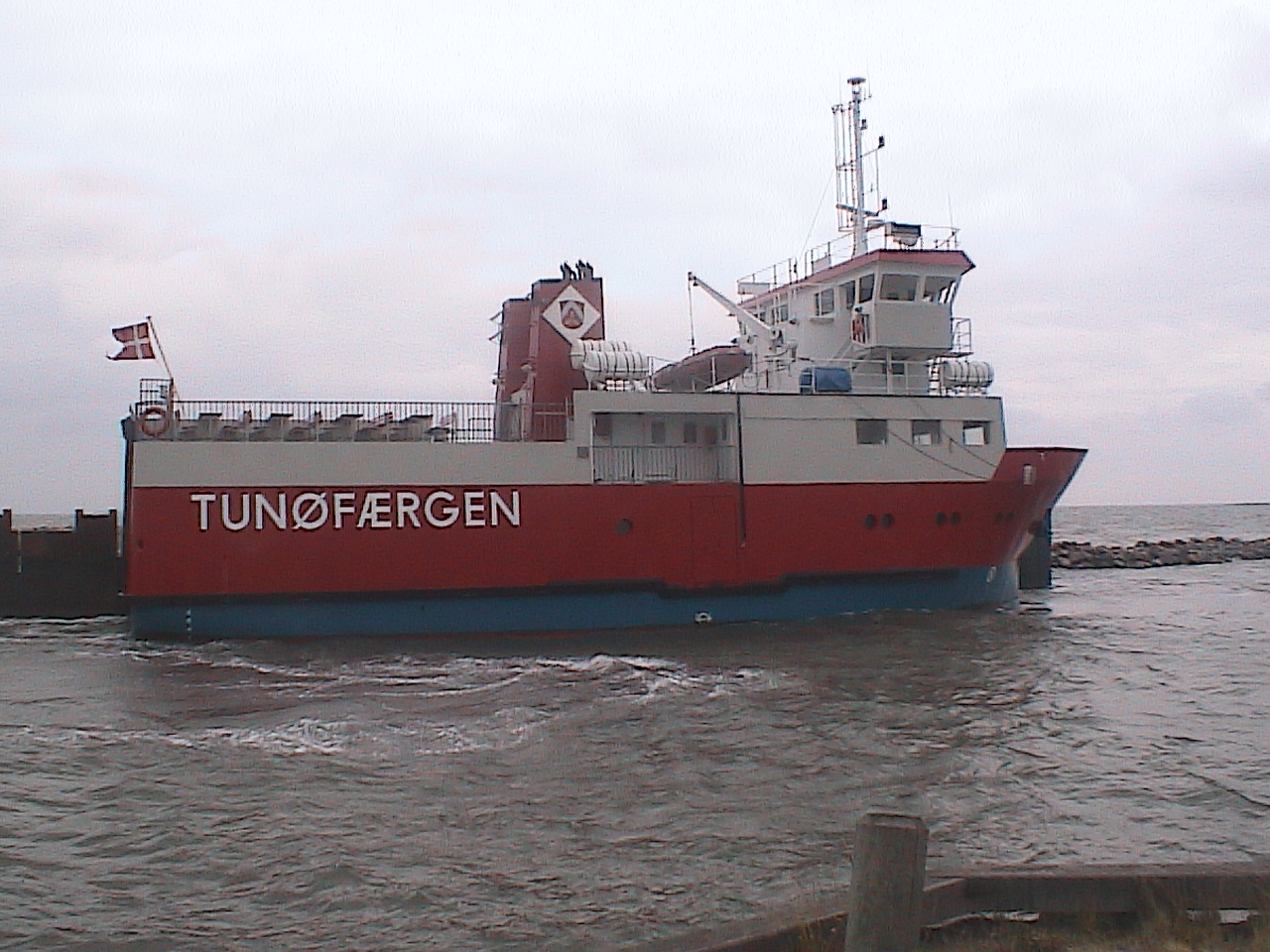
Tunøfärjan

Tunø är en dansk ö mellan Samsø och Jylland. Ön är 3,52 km² stor och har 105 invånare
(2020).
Den inräknas administrativt i Odder kommun och det finns en färjeförbindelse till staden Hov (som ligger omkring 8 kilometer sydväst om ön).